# At the Cafe Bohemia, Vol. 1
At the Cafe Bohemia, VOl. 1 е концертен албум, записан от групата на джаз барабаниста Арт Блейки за Блу Ноут Рекърдс. В него участва третото преображение на Джаз Месинджърс, постоянната група на Блейки, и представлява първия том от общо двата, записани на 23 ноември 1955 година в Кафе Бохемия, нощен клуб в Гринуич Вилидж, Ню Йорк.
В преиздадения компакт диск от 31 юли 2001 година са добавени три допълнителни композиции: Lady Bird, Deciphering The Message и What's New?.

## Списък на композициите
- Announcement by Art Blakey 1:32
- Soft Winds 12:34
- The Theme 6:11
- Minor's Holiday 9:11
- Alone Together 4:15
- Prince Albert 8:51
- Lady Bird (бонус парче от преизданието) 7:30
- What's New? (бонус парче от преизданието) 4:31
- Deciphering the Message (бонус парче от преизданието) 10:13

## Състав
Арт Блейки Енд Джаз Месинджърс:
- Арт Блейки – барабани
- Хорас Силвър – пиано
- Кени Дорхам – тромпет
- Ханк Моубли – тенор саксофон
- Дъг Уоткинс – контрабас

Продукция:
- Боб Блументал, Ленърд Федър – бележки
- Майкъл Кускуна – продуцент на преизданието
- Джон Хермансадър – дизайн на обложката
- Алфред Лайън – продуцент
- Руди ван Гелдър – цифров ремастеринг
- Франсис Улф – фотография

## Критическа реакция
В този албум Джаз Месинджърс не успяват да "достигнат интензитета, който квинтетът има в Birdland". Стилът на тенор саксофониста Ханк Моубли е коментиран като „донякъде разконцентриран“. За разлика от него, тромпетистът Кени Дорхам е разглеждан като „недостижима брилянтност, [която] рядко е толкова мащабно почувствана“. Свиренето като цяло е „просто толкова поглъщаща“, колкото албумите Birdland, и „все още надхвърляща времето музика“.